# Chaise pliante
Pour les articles homonymes, voir Chaise (homonymie).
Une chaise pliante est un type de chaise légère et transportable qui a la particularité de pouvoir se replier. Elle est étudiée et conçue pour être facile à stocker et à ranger, d'autant plus si les chaises sont similaires ou peuvent être assemblées ou emboîtées.

## Utilisation

Chaise pliante de camping.

Les chaises pliantes sont généralement utilisées lors de rassemblements d'un grand nombre de personnes comme un événement culturel (concert, exposition, conférence, etc.) ou familial (mariage, décès, etc.), en intérieur comme en extérieur, dans un lieu qui n'en est pas équipé en permanence.
Elles sont également utilisées d'une façon plus individuelle pour les loisirs de plein air et le camping, comme sièges d'appoint, ou encore pour être facilement déplacées comme un fauteuil de réalisateur.
Les chaises transats sont des chaises longues pliantes utilisées en plein air.

## Histoire
Ce type de chaise est utilisé depuis l'Égypte ancienne, ainsi qu'en Grèce et Rome antiques. Le siège curule où pouvaient s'asseoir les magistrats et promagistrats romains était pliable et transportable. La structure était faite  principalement en bois sculpté et décoré et, plus rarement en métal.[réf. nécessaire] Des chaises pliantes, comme la chaise de Daensen (en), sont aussi connues à l'âge du bronze danois en Allemagne et au Danemark.
La chaise pliante s'est répandue au Moyen Âge notamment comme mobilier liturgique.[réf. nécessaire]

## Galerie

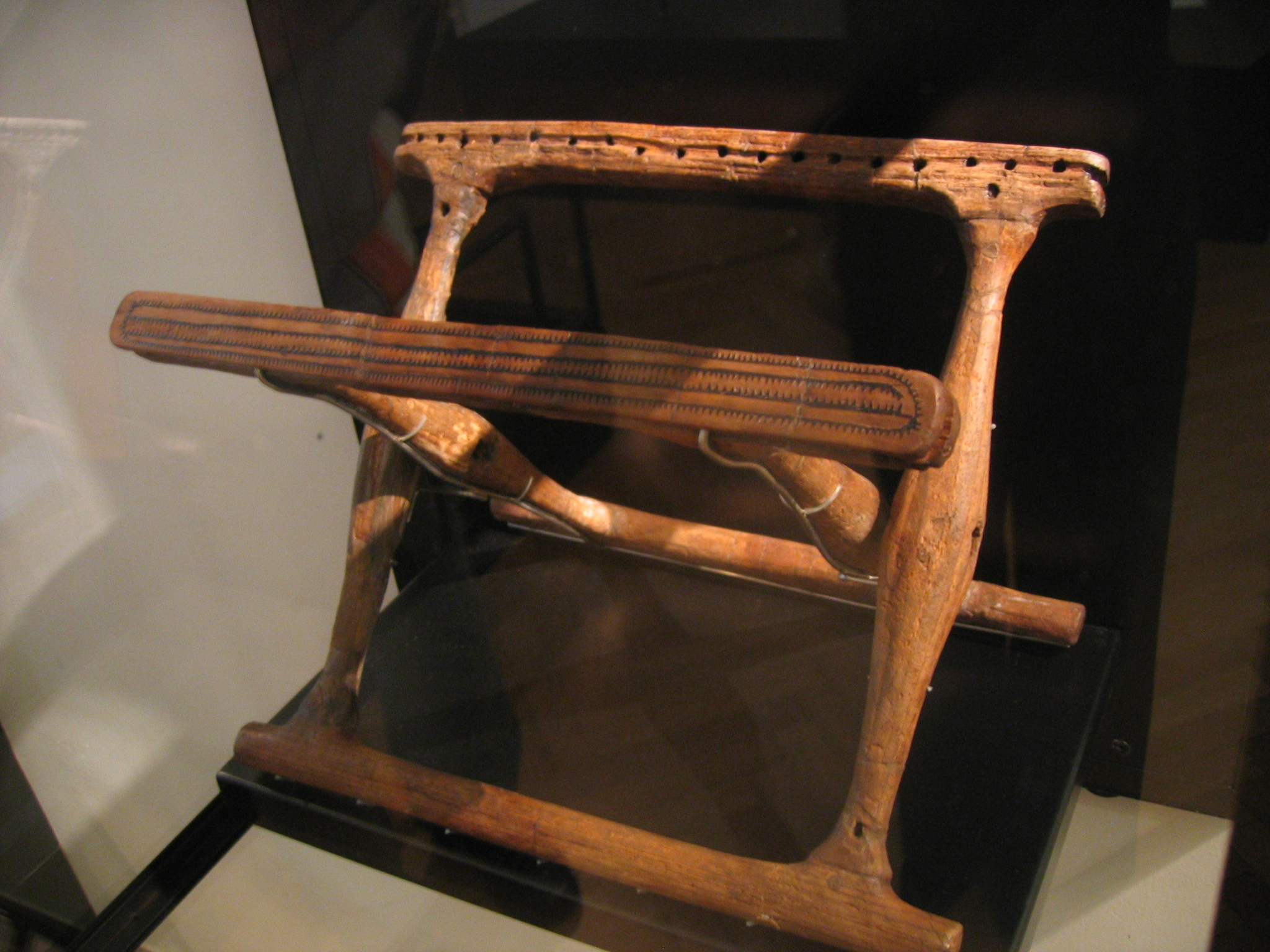
Pliage de Guldhøj, Danemark (âge du bronze)
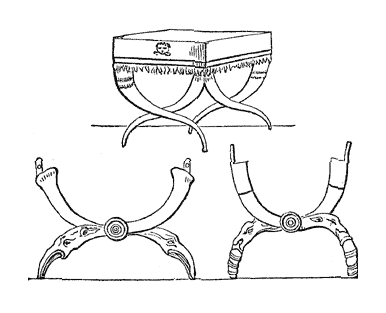
Chaise curule.
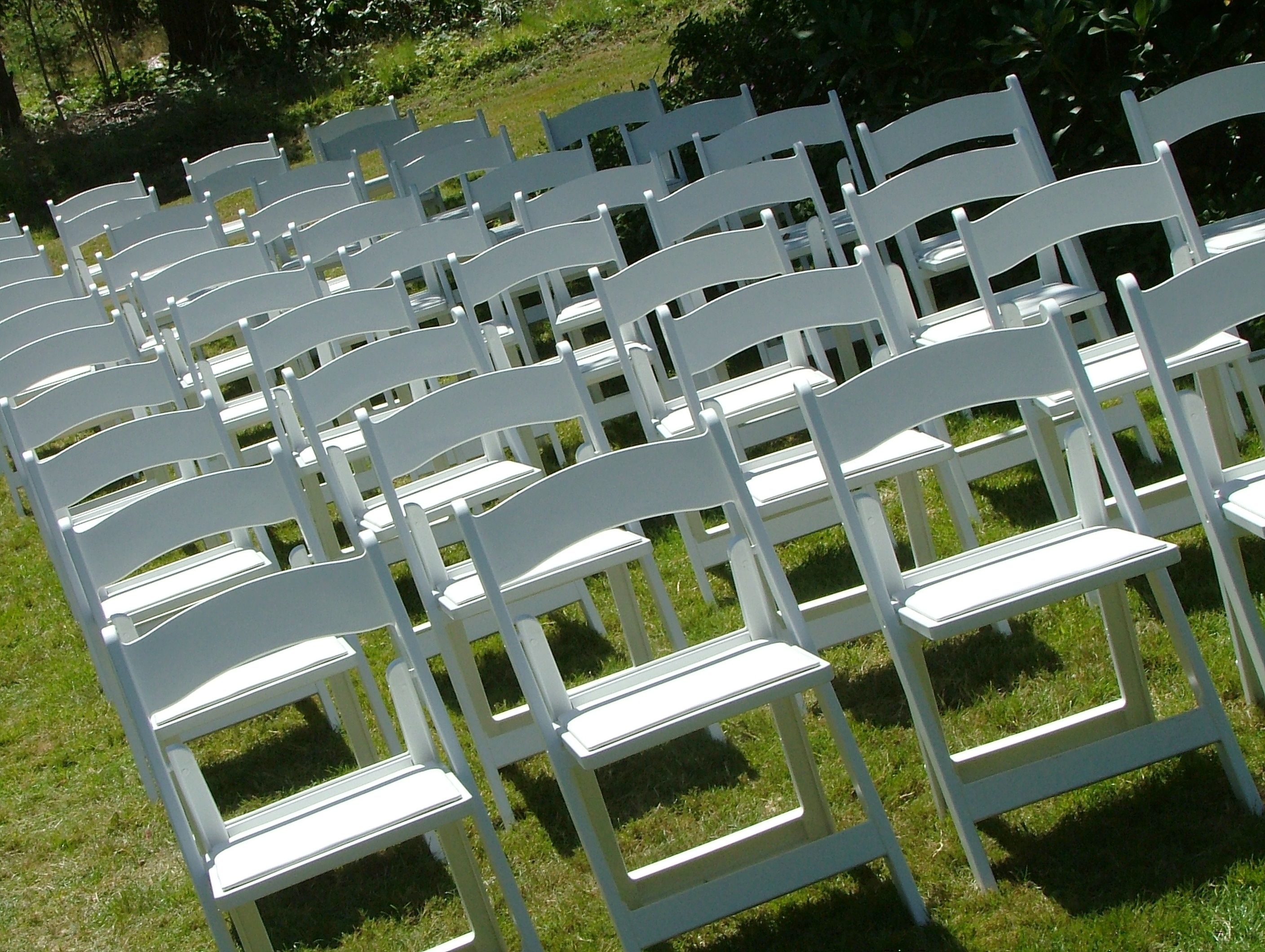
Chaises pliantes alignées, destinées à un événement.
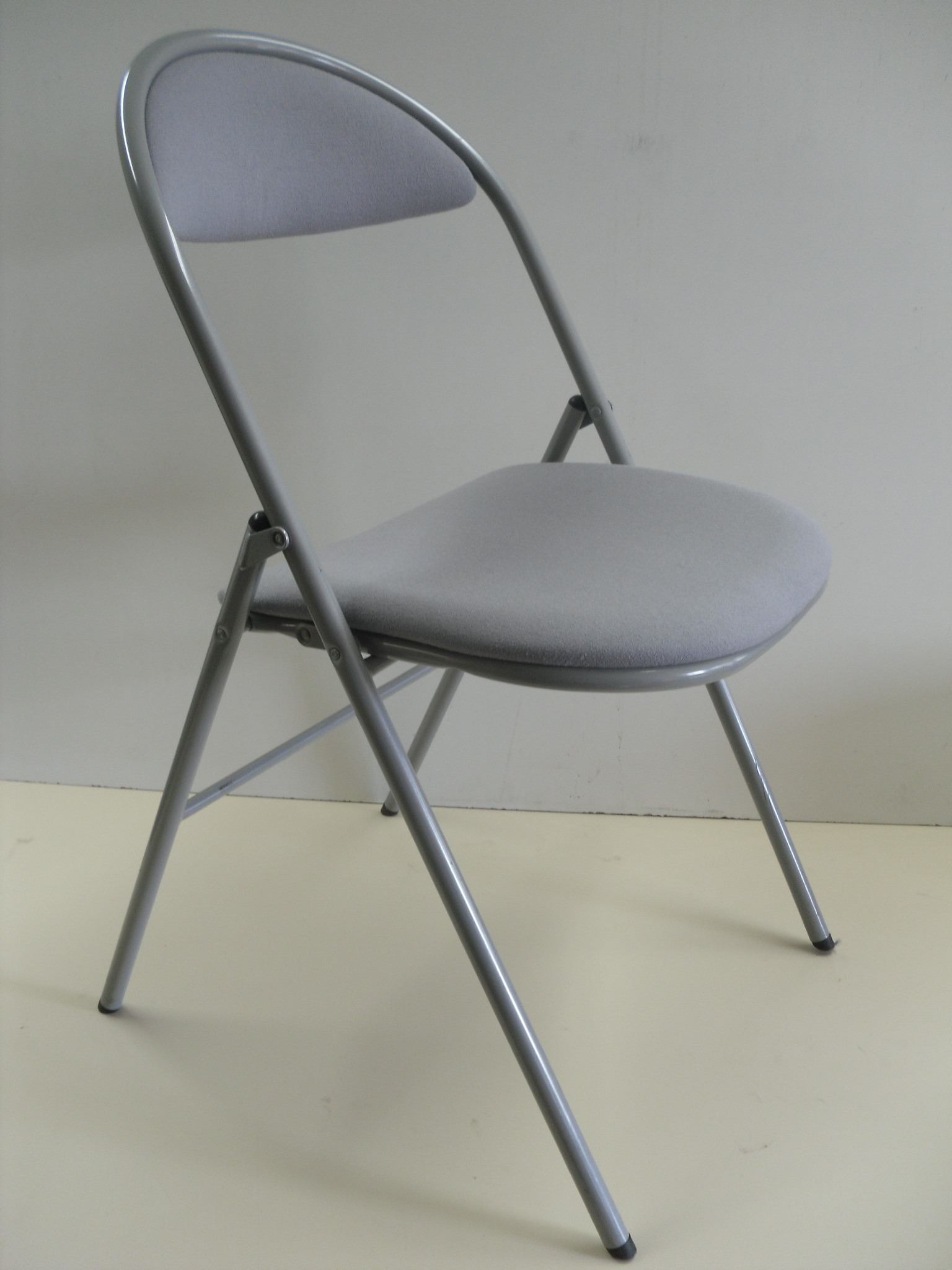
Chaise pliante à usage professionnel.